# ワレン・ボンド
- ウォーレン・ボンド

ワレン・ピエール・ボンド（Warren Pierre Bondo, 2003年9月15日 - ）は、フランス・エヴリー出身のサッカー選手。USクレモネーゼ所属。ポジションはミッドフィールダー。

## 経歴

### クラブ
2003年9月15日、コンゴ共和国出身の父とコンゴ民主共和国出身の母のもと、フランスのエヴリーに生まれた。4歳の時にVESC91でサッカーを始め、ASコルベイユ＝エソンヌ、ESヴィリー＝シャティヨン、CSブレティニー・フットボールを経て、2018年にASナンシー・ロレーヌに加入した。その後パリ・サンジェルマンFCへの移籍が近づき、またリヴァプールFCやマンチェスター・ユナイテッドFC、マンチェスター・シティFC、FCインテルナツィオナーレ・ミラノなどとも契約に関して話し合いの場が持たれたが、2019年8月にクラブ史上最年少となる15歳でナンシーとプロ契約を締結した。2020年11月24日に行われたフランス全国選手権2第8節のグルノーブル・フット38との試合で後半途中から出場しプロデビューを果たしたが、試合終盤にレッドカードを受け退場となった。その後も出場を重ねていったが、デビュー2年目の2021-22シーズンにでクラブはリーグ最下位となり3部への降格が決まると、2022年6月に満了となる契約を更新せずに退団することを発表した。
2022年7月28日、イタリア・セリエAに初昇格したACモンツァに2025年6月までの3年契約で加入した。8月30日に行われた第4節のアウェイでのASローマ戦で0-3と負け越している中、試合終盤から交代出場しセリエAにデビューした。
2023年1月31日、セリエBのレッジーナ1914に6月までの期限付き移籍で加入した。
2023-24シーズンは再びモンツァに戻り、2024年2月16日にはクラブとの契約を2027年6月まで延長。その2日後に行われた第25節のACミラン戦では途中出場から、後半45分に勝ち越しゴールとなるセリエAでの初得点を決めた。
2025年2月3日、ACミランへ2029年6月30日までの契約で完全移籍した。2025年3月8日、セリエA第28節レッチェ戦にてスタメン出場、後半62分にジョアン・フェリックスと交代するまでプレイ、ミランデビューを果たす。
2025年8月12日、1シーズンローンでUSクレモネーゼに加入した。

### 代表
U-16、U-17、U-19、U-20のフランス代表に選出されてきている。2022年にはU-19フランス代表としてUEFA U-19欧州選手権2022に、翌2023年にはU-20フランス代表として2023 FIFA U-20ワールドカップに参加した。